# Moord in olieverf
Moord in olieverf is een hoorspel naar het verhaal In the Picture van Roderick Wilkinson, dat te vinden is in diens boek Three Cases of Murder (1955). De Westdeutscher Rundfunk zond het als hoorspel op 18 november 1993 uit onder de titel Bilderrätsel. De TROS zond het al op dinsdag 4 oktober 1983 uit in een vertaling van Joop Berger. De regisseur was Bert Dijkstra. De uitzending duurde 31 minuten.

## Rolbezetting
- Frans Kokshoorn (museumbezoeker)
- Joop van der Donk (suppoost)
- Jan Wegter (krantenventer)
- Luc van de Lagemaat (mannelijke nieuwslezer)
- Barbara Hoffman (vrouwelijke nieuwslezer)
- Jan Borkus (Gordon)
- Paul van der Lek (Blake)
- Johan Sirag (eerste misdadiger)
- Con Meijer (tweede misdadiger)
- Cees van Ooyen (derde misdadiger)

## Inhoud
In het Stedelijk Museum is iets merkwaardigs gebeurd. In Het galgenveld, het beroemde schilderij van Dorrich, een somber moeraslandschap uit 1807, hangt aan een galg plots een figuur die onmiskenbaar moderne kleding draagt. Alleen Mr. Gordon, die over dit merkwaardig voorval in de krant leest, weet hoe dat komt. Hij heeft kortgeleden in het museum voor Dorrichs schilderij gestaan en raakte daar met een andere bezoeker in gesprek, die duidelijk veel van kunst bleek te weten. Deze Mr. Blake stelde Gordon plots voor, samen met hem een uitstapje in het schilderij te ondernemen…